# Japán játék babák
A japán játékbabák (人形 – にんぎょう– „emberforma”) a hagyományos japán kézműves ipar részei. A legtöbb babamanufaktúra, generációról-generációra öröklődik családokon belül. Többféle hagyományos baba létezik. Egy-egy adott baba kifaragásának, összerakásának, szín- és anyaghasználatának a módszere prefektúránként változó, így Japán rendkívül változatos játékbaba világgal rendelkezik.  A legtöbb baba egy gofun nevű anyaggal van kezelve, amely porított osztriga kagylóból és rizs pasztából van kikeverve. Ez az anyag adja a babák fehér színét. A játékbabák fontos szerepet játszanak a japán hétköznapokban. Több japán fesztivál is van, amelynek fontos elemei a játékbabák, pl.: Hinamacuri ( 雛祭り – ひなまつリ ) – japán baba fesztivál, kodomo no hi (子供の日– こどものひ ) japán gyereknap.

## Történelem
A legrégebben készült japán játékbabák a Dzsómon-korra tehetőek (i.e 10 000–300). Ekkor készültek az antropomorf dogúk, amelyek isteneket reprezentáltak és rituális kellékek voltak.
A Kofun-korban (250–538) jelentek meg az égetett agyagból készült Haniva figurák (埴輪 –はにわ – „agyagból való gyűrűk”), melyeket temetkezéseken használtak. A sírok közelében helyezték el őket felajánlásként az isteneknek. Az ember- és állatformák mellett különböző tárgyakat is megjelenítettek.
A 11. században, a Heian-korban (794–1185), a babákat már nemcsak rituális jelleggel használták, amely megvédett a gonosz szellemektől, hanem gyerekek játékául is szolgáltak. Úgy gondolták, hogy a babák képesek magukba fogadni a gonosz szellemeket, így elzárva azokat, megvédve a baba tulajdonosát. A 11. században írt Gendzsi szerelmeiben (源氏物語 – げんじものがたり) is megemlítenek több játékbabát, amelyekkel fiatal lányok játszottak.
Az okagiri-kobosi,( 起き上がり小法師 ) egy keljfeljancsi típusú papírmasé baba, melyet a 14. század elején készítettek el. Szerencsehozóként szolgált és a kitartást szimbolizálta.
Az Edo-korban (1603–1868) növekedett meg a babagyártó manufaktúrák száma az országban. A babák nagyobbakká és kidolgozottabbakká váltak, sőt több új típusú baba is megjelent.  A babakereskedők között megjelent a konkurenciaharc olyan mértékben, hogy a kormánynak rendeletekkel kellett szabványosítania a babákat.

## Babatípusok
A Hina babák ( 雛人形 ) a Hinamacuri hagyományos babái, melyeket csak ezen az egy ünnepen használnak. A babák napja, vagy lányok napja ünnepet március 3-án tartják. A fesztivál gyökerei a 17. századig nyúlnak vissza. Bár az év 3. hónapjának 3. napja mindig is ünnep volt, arról nincsenek feljegyzések, hogy babákat is kiállítottak volna. A babák, a császári udvar tagjait ábrázolják. A babák egy hét fokból álló, lépcsős szerkezetű, vörös szőnyeggel borított állványon vannak kiállítva. Minden szintnek megvan a maga babája. Összesen 15 baba van elosztva a szinteken. Az első két szinten nincs baba, csak kiegészítők. A legfelső - azaz a 7. szinten a császár és a császárnő van.  
A Kintaró babát ( 金太郎 ) gyermekeknek adják a fiúk ünnepén, (melyet május 5-én tartanak -  端午の節句 ) azért, hogy a gyerekeket bátorságra buzdítsa, a  legendás Kintaró gyermek meséje alapján. Kintaró, avagy ,,arany fiú” a japán folklór hőse, akit egy Jama-uba nevű boszorkány nevelt fel és emberfeletti erővel rendelkezett.
A Mushababa ( 武者人形 ), vagy harcos baba hasonló alapanyagokból készül, mint a Hina baba, de a szerkezete sokkal komplikáltabb. Ábrázolhat férfit és nőt is, álló, ülő vagy lovagló pozícióban. Páncélzatot és sisakot viselnek, fegyver kiegészítőkkel. A kiegészítők általában lakkozott papírból készülnek, melyek metálos fényt kapnak. A babák híres alakokat mintáznak általában, mint - Dzsinmu császár - Dzsingú császárnő és miniszterelnöke Takenócsi, aki a császárnő újszülött fiát tartja Sokit – Tojotomi Hidejosit, hadvezérét és tea-mesterét – Momotarót és Kintarót - Minamoto no Josicunét, Kato Kijomasát. Ezeket a babákat gyakran kiállítják a fiúk napján, melyet május 5-én tartanak.
A Goso baba (御所人形) , az egyik legegyszerűbben megkülönböztethető japán játékbaba. Közel 400 éves múltra tekintenek vissza. Palota babának is nevezik őket, mert eredetileg a császári családon belül volt szokás goso babát ajándékozni. Ezek a játék babák, 3-5 év közötti fiú pufók babákat ábrázolnak. Általában pucéran ábrázolják őket, de vannak, olyanok is amelyek viselnek ruhát. Többféle alapanyagból is készülhet, de mindegyiket gofun máz borítja. A gofun mázba belekarcolják az arcot, kéz- és lábujjakat. A kész baba alapra festenek arckifejezést és hajat.
Úgy tartják, hogy az első Kimekomi babát ( 木目込み人形 ) Tadasige Takahasi készítette el az 1730-as években. Tadasige a Kiotói Kamigamo szentély szerzetese volt és a Kamo folyó partján növő fűzfából készítette el a babát. A baba testére ruhaanyagot tett olyan módon, hogy a fába vájt résekbe tömte a ruhaanyag szélét. 1734-ben elkészített egy 7 db babából álló sorozatot, melynek motívumai a szerencse istenségét ábrázolják. Mindegyik baba kisebb, mint 10 cm. Tadasige munkája az etalon mai napig.
A Karakuri baba ( からくり人形 )  egy rugós szerkezet által mozgó baba, melyet a 17. században kezdtek el gyártani. A legismertebb közülük a csahakobi ningjó, avagy a tea felszolgáló baba. A csahakobi baba egy kis tálcát tart a kezeiben, melyre rá lehet helyezni a teát. Miután ráraktuk a kis teáscsészét, a baba bólint egyet a fejével és elindul felszolgálni a teát. Amint valaki elemeli a tálcájáról a teát, a baba megáll. Amint az üres csésze visszakerül a tálcájára, megfordul és visszamegy eredeti helyére. A dangaeri ningjo, vagy lépcsőző baba szintén egy karakuri fajta. Nevéből adódóan egy lépcsőn jön le hátraszaltózva. A shinatama ningyō egy fiatal gyereket ábrázol, aki kínai stílusú ruhát visel és az előtte lévő dobozt emeli fel újra és újra. A trükk az egészben az, hogy a doboz alatt mindig más-más meglepetés van. Továbbá, van olyan amelyik papírra ír, és olyan is, amelyik nyilakat lő ki egy kis íj segítségével.
A kokesi baba ( 小芥子 ) készítése 150 éves hagyományra tekint vissza, Észak Honsú volt a szülőföldje. Prefektúránként kis eltérések mutatkoznak a babák testfelépítése közt. Van, amelyiket egy fából faragják ki, és van, aminek a fejét csak utólag illesztik rá a testre. Eredetileg földművesek gyermekeinek játékául szolgáltak. Nincs se kezük, se lábuk, csak egy nagy fejük meg hengeres testük. Kislányalakokat jelenítenek meg. Egyszerű játékból kinőtte magát a kézműves ipar kedvelt termékévé.
Az Iki-ningjó ( 生き人形 ), avagy az élő-baba, egy emberméretű baba, mely hiperrealisztikusan ábrázolja az embereket. Először 1894-ben állítottak ki ilyen babát nemzetközi kiállításon, Kalifornia fővárosában. A háttal állított baba egy meztelen férfit ábrázolt. Haja emberi hajból készült, üveg szemei és fogai voltak. Bal kezében egy maszkot tartott, jobb kezében egy kést, lába mellett pedig famegmunkálásra alkalmas eszközök hevertek. A baba, Hananuma Maszakicsi néven vált ismertté. A művész, önmaga képe alapján formázta meg Maszakicsit. Híres iki-ningjó művészek: Macumoto Kiszaburó, Jaszumoto Kamehacsi.
Az Icsimacu babáknak ( 市松人形 ) készítése egészen a Meidzsi-kor előtti időkre nyúlik vissza. Ezeket a babákat családi manufaktúrakban készítették. Mindegyik családnak megvolt a maga stílusa és technikája. A Meidzsi-kor előtt két családi manufaktúra emelkedett ki. Az egyik, a Kiotói Hinaja Dzsirózeamon család volt, aminek a névadója alkotta meg a Dzsirózaemon technikát, későbbi gyakornoka, Jamakava Júsicsi pedig, a 3 db ízülettel rendelkező icsimacut. A másik pedig Jaszumoto Júsicsi család volt. A kései Meidzsi-korban a Takeucsi Maszujiró családé volt a legkeresettebb icsimacu babakészítő manufaktúra. Babáik jellegzetes arcvonásokkal, kidolgozott kezekkel és lábakkal rendelkeztek.
A daruma ( 達磨 ) egy különleges, általában piros testű, fehér arcú baba, melynek hiányzik a szembogara. A hagyományos daruma papírból készül. Bodhidharmát ábrázolják, egy kelet-indiait, aki megismertette a japánokkal a Zen buddhizmust. A legenda szerint Bódhidharma eltávolította saját szemhéját, nehogy az alvás megtörje koncentrációját, végtagjai pedig elsorvadtak a hosszú meditáció során. A daruma babák jó szerencsét hoznak és kívánságot teljesítenek. Ha van egy kívánságod, akkor befested az egyik szemét, és ha a kívánság valóra vált, akkor a másikat is.
A teru teru bózut, ( てるてる坊主 - „ragyogj-ragyogj szerzetes”) szinte minden japán kisgyerek ismeri. Egyszerű elkészítési módja miatt, gyakran csinálnak ilyen babákat kézműves foglalkozáson a kisiskolások. Egy fehér papírból, vagy ruhadarabból kell elkészíteni. Elég hozzá egy olló, egy fekete filctoll és egy madzag. Szerencsehozó talizmánként működik, melyet az ablakba akasztanak azért, hogy jó időt és szerencsét hozzon. Eredete egy babonához fűződik, mely hasonló az esőtáncokhoz, csak éppen az ellenkezőjét éri el. Ez a babona egészen a Jajoi-korig ( kb. i.e. 300-tól i.sz. 300-ig) nyúlik vissza. A történet így szól: Volt egy falu, ahol folyton csak esett az eső tönkretéve a termést. A falu szerzetese megígérte, hogy elállítja az esőt, jó időt hozva a falura. Mivel az ígéretét nem tudta beváltani, így a falu lakói lefejezték a szerzetest.
A Hóko baba (這子) avagy kúszó baba: általában várandós nőknek adják azért, hogy vigyázzon a nőre, és a még meg nem született gyerekre. Ez egy lány testű baba, mely eredetileg selyemből, pamutból és emberi hajból készült.
A Meidzsi-kor után megváltoztak a babakészítési szokások.
A biszkvit-porcelán babák égetett agyagból készültek. Fukuoka prefektúra a központja ezen babák készítésének.
Az aneszama ningjó ( 姉様人形 ) és siori ningjó ( 栞人形 ) melyek szó szerinti fordításban „nővér-baba” és „könyvjelző-baba” a hagyományos japán wasi papírból készülnek. Míg az aneszama ningjó 3D-s, addig a siori baba lapos. Gyakran hiányzik róluk az arc kidolgozása. Simane prefektúrában örvendenek nagy népszerűségnek.
Az 1920-as években indult Amerika és Japán között egy ,,barátságbaba-csereprogram”, melyben a két fél, jó szándékát fejezte ki egymás iránt. Egy amerikai misszionárius kezdeményezte a baba cserét. A program keretein belül az amerikaiak küldtek kb. 12.000 db  amerikai kékszemű babát  ( 青い目の人形) a japán kisiskolásoknak. Válaszul japán, júdzsó babákat (友情人形) barátság/nagykövet babákat küldött az amerikai múzeumok számára. Összesen 58 darabot küldött japán. Mindegyik japán baba egy női alakot ábrázol, fekete hajjal és szemekkel. Nevüket a 47 db japán prefektúrákról kapták és a 4 db tengerentúli japán fennhatóságú területről.  Ezeket a babákat 9 Tokiói művész készítette, nevüket csak 2012-ben hozták nyilvánosságra. Tokión kívüli művészek még további 7 júdzsó babát készítettek.
Sokkal gyakoribb, ám annál kevésbé hagyományos a BJD-baba ( ball-jointed-doll, gömb-izületű-babák ). Ezek a babák a világon mindenhol népszerűvé váltak. Nagyon realisztikusan, és esztétikusan tudnak ábrázolni anime karaktereket is. Poliuretán gyantából készülnek, ami miatt nagyon tartósak. Ezek a babák rendkívül változatosak, hiszen szinte mindent ki lehet rajtuk cserélni – a hajukat, szemüket, arcukat. Rengeteg kiegészítőt lehet nekik venni. Nemcsak a gyűjtők kedvelik őket, de gyakran hobbiból is tartják őket.